# 연애시대
《연애시대》(일본어: 恋愛時代)는 일본의 소설가인 노자와 히사시의 연애 소설로, 1996년 12월에 겐토샤로부터 발간되었다. 1997년 제4회 시마세 연애 문학상을 수상하였다.

## 개요
부부였던 하야세 리이치로(34세)와 에토 하루(26세)는 이혼한 후에도 무언가 이유를 붙여 만나는 기묘한 관계이다. 어느 날 재혼이 화제가 되는데, 고집 센 두 사람은 자신들의 결혼 상대를 찾아냈다고 서로에게 말해버린다. 그리고 리이치로는 하루의 고교 시절 친구이며 아이가 있는 오가사와라 카스미(26세)와, 하루는 리이치로와의 결혼식에서 신부 시중을 들어줬던 나가토미 쇼헤이(28세)와 사귀게 되었다.

## 드라마

### 한국판
SBS에서 2006년 4월 3일부터 2006년 5월 23일까지 방영되었다. 제작사는 ‘옐로우 필름’이다.

### 일본판
2015년 4월 2일부터 2015년 6월 18일까지 매주 목요일 23:59 ~ 24:54에, 요미우리 TV 제작·닛폰 TV 계열의 〈목요드라마〉 시간대로 방송되었다. 주연은 히가 마나미.

#### 출연진
- 에토 하루 - 히가 마나미
- 하야세 리이치로 - 미츠시마 신노스케
- 에토 시즈카 - 마츠카와 아카리
- 오가사와라 카스미 - 사츠카와 아이미
- 오가사와라 아야 - 요코야마 메이
- 나가토미 쇼헤이 - 후치카미 야스시
- 키타지마 류이치 - 사토 류타
- 카이에다 마모루 - 나카오 아키요시
- 에토 긴이치 - 오오이시 고로
- 오다 타미코 - 아시나 세이[2]
- 아라마키 사유리 - 에구치 노리코

#### 스태프
- 각본 - 후지이 키요미
- 연출 - 후지무라 쿄헤이
- 주제가 - 니시우치 마리야 〈고마워 Forever...〉 (SONIC GROOVE)
- 치프 프로듀서 - 키타니 토시키
- 프로듀서 - 나카가와 요시츠구, 시오구치 타케시, 츠시마 케이스케, 이시다 마이
- 제작 협력 - 호리프로
- 제작 저작 - 요미우리 TV

| 요미우리 TV 제작·닛폰 TV 계열 목요드라마                                   | 요미우리 TV 제작·닛폰 TV 계열 목요드라마 | 요미우리 TV 제작·닛폰 TV 계열 목요드라마 |
| 이전 작품                                                                  | 작품명                                   | 다음 작품                                |
| -------------------------------------------------------------------------- | ---------------------------------------- | ---------------------------------------- |
| 오성 투어리스트 ~최고의 여행, 안내해드리겠습니다!!~ (2015.1.8 ~ 2015.3.26) | 연애시대 (2015.4.2 ~ 2015.6.18)          | 혼활형사 (2015.7.2 ~ 2015.9.17)          |

## 연극
2013년에는 대한민국에서 해당 소설을 원작으로 하여 제작된 동명의 연극이 초연되었다.